# Аксон (арена)
Аксон (арена) — французский крытый дворец спорта, расположенный в г. Монбельяре (Франция). Домашняя арена чемпионата мира по мужскому гандболу 2017 и чемпионата Европы по женскому гандболу 2018. В основном используется для спортивных мероприятий и концертов.

## Общая информация
Перед началом строительства арены был объявлен национальный конкурс на лучший проект. Победил проект, работа архитекторов Denu & Paradon (руководитель проекта и co-разработчик: архитектор Жиль Нойбауэр).
Арена является одной из восьми мест для чемпионата мира по гандболу 2017 года во Франции. В декабре 2018 года арена также станет одним из мест проведения чемпионата Европы по женскому гандболу 2018.

## Концерты и музыкальные шоу
Первым, в апреле 2009 года, на арене дал концерт Патрик Брюэль. С тех пор, здесь приветствовали великих артистов французской сцены (Флоран Паньи, Джонни Холлидей, Жак Дютрон, Гад Эльмалех, Жамель Деббуз) и международной сцены Scorpions, The Cranberries.

## Крупные спортивные мероприятия
- 2017 — Чемпионат мира по гандболу среди мужчин 2017 года;
- 2018 — Чемпионат Европы по гандболу среди женщин 2018 года.